# Nyctemera kinabalina
Nyctemera kinabalina är en fjärilsart som beskrevs av Swinhoe 1903. Nyctemera kinabalina ingår i släktet Nyctemera och familjen björnspinnare. Inga underarter finns listade i Catalogue of Life.